# Rasbora dies
Rasbora dies är en fiskart som beskrevs av Maurice Kottelat 2008. Rasbora dies ingår i släktet Rasbora och familjen karpfiskar. Inga underarter finns listade i Catalogue of Life.